# Tiago Timponi Torrent
Tiago Timponi Torrent é um linguista brasileiro que atua na área de Processamento de Linguagem Natural multimodal. É professor de Linguística da Faculdade de Letras da Universidade Federal de Juiz de Fora , onde também coordena o Programa de Pós-Graduação em Linguística  e o Laboratório FrameNet Brasil de Linguística Computacional .

## Formação
Tiago Torrent graduou-se em Letras-Português e Latim pela Universidade Federal de Juiz de Fora em 2003. Em 2005, concluiu o mestrado em Letras, com área de concentração em Linguística pela mesma universidade, sob a orientação da professora Margarida Salomão. Concluiu o doutorado na Universidade Federal do Rio de Janeiro em 2009, sob orientação da professora Maria Luiza Braga. Sua tese de doutoramento  propõe dois mecanismos que governam a relação entre herança e mudança construcionais dentro do paradigma da Gramática das Construções.

## Carreira
Tiago Torrent vinculou-se ao Departamento de Letras e ao Programa de Pós-Graduação em Linguística da Universidade Federal de Juiz de Fora em 2010 . Desde então, desenvolve, à frente do Laboratório FrameNet Brasil de Linguística Computacional, pesquisas aplicadas na área de processamento de linguagem natural . Dentre elas, incluem-se aplicativos para o público em geral, como o Dicionário FrameNet Brasil da Copa do Mundo ,, e parcerias com ONGs e setor públicos para o desenvolvimento de aplicações da Inteligência Artificial no monitoramento da violência de gênero em territórios urbanos ,, .
Atua, ainda, na divulgação da Linguística Computacional e das Inteligências Artificiais Gerativas por meio de palestras , e artigos para a imprensa .

## Parcerias Internacionais
Torrent é um dos parceiros da Global FrameNet initiative .
Desde 2019, colabora com Mark Turner, líder do International Distributed Little Red Hen Lab, tanto como mentor no programa Google Summer of Code , quanto no desenvolvimento de pesquisas na área do uso de IAs gerativas como assistentes para pesquisa em linguística .
Atua, desde 2022, como pesquisador colaborador do International Multimodal Communication Centre da Universidade de Oxford.

## Prêmios
Tiago Torrent recebeu, em 2021, o Prêmio ABRALIN de Tecnologia e Inovação em Pesquisas Linguísticas, concedido pela Associação Brasileira de Linguística.

## Livros
| Ano  | Título                                                         | Editora                           | ISBN          |
| ---- | -------------------------------------------------------------- | --------------------------------- | ------------- |
| 2023 | Copilots for Linguists                                         | Cambridge University Press        | 9781009439190 |
| 2022 | Constructions and frames                                       | John Benjamins Publishing Company | 9789027257529 |
| 2018 | Constructicography: Constructicon development across languages | John Benjamins Publishing Company | 9789027263865 |